# The Blueprint 3
The Blueprint 3 är den amerikanske hiphoparen Jay-Z elfte studioalbum. Det släpptes den 11 september 2009 av skivbolaget Roc Nation i USA. Bland annat finns Kanye West, Rihanna, Alicia Keys & Pharrell med på albumet som gästartister. 

## Låtlista
1. “What We Talkin’ About” (feat. Luke Steele of Empire of the Sun)
2. “Thank You”
3. “D.O.A. (Death of Auto-Tune)”
4. “Run This Town” (feat. Kanye West och Rihanna)
5. “Empire State of Mind” (feat. Alicia Keys)
6. “Real As it Gets” (feat. Young Jeezy)
7. “On to the Next One” (feat. Swizz Beatz)
8. “Off That” (feat. Drake)
9. “A Star is Born” (feat. J. Cole)
10. “Venus vs. Mars”
11. “Already Home” (feat. Kid Cudi)
12. “Hate” (feat. Kanye West)
13. “Reminder”
14. “So Ambitious” (feat. Pharrell)
15. “Young Forever” (feat. Mr Hudson)